# Nicolas Vouilloz
Nicolas Vouilloz (Nice, 8 de fevereiro de 1976) é um ex-piloto de downhill que dominou o esporte ao lado de Anne-Caroline Chausson durante a década de 90, sendo dez vezes campeão mundial, sendo três como juvenil e sete como sênior/adulto.

## Carreira
Começou competindo pela equipe francesa Sunn-Chipie em 1991, equipe pela qual passou outros campeões mundiais, como Francois Gachet e Cedric Gracia . Logo em seu primeiro ano, ganha o campeonato francês de downhill, categoria cadete.
Torna-se campeão mundial junior em 1992, 1993 e 1994 e a partir de 1995, ganha simplesmente todos os campeonatos que disputou até 2002, com exceção de 2000, quando teve um pneu furado que o deixou em oitavo lugar, se tornando dez vezes campeão mundial em onze anos de carreira profissional.
Venceu também 5 Edições da Copa do Mundo da União Ciclística Internacional, 4 Campeonatos Europeus, 7 Campeonatos nacionais franceses, 2 Taças da França e 2 Avalanche Cup.
Atualmente, Vouilloz compete em ralis automobilísticos pela equipe Peugeot Bozian Racing , tendo vencido a edição de 2008 da IRC na classe Super 2000. Competindo no rali desde 2000, tendo debutado no WRC no Rali de Monte Carlo de 2001, teve como melhor resultado um nono lugar no Rali do país de Gales em 2004 com um Peugeot 206.
Após cinco anos longe do mountain bike, Vouilloz voltou a correr profissionalmente no downhill em 2007 na quarta etapa da Copa do Mundo de Downhill da UCI em Champery, na Suíça, competindo pela  Lapierre Ultimate Cycles.

## Currículo
1991 Campeão Francês de downhill categoria cadete

1992 campeão francês na categoria junior

1993 campeão francês de downhill sênior

1994 campeão francês de downhill sênior

1996 campeão francês de downhill sênior

1997 campeão francês de downhill sênior

1999 campeão francês de downhill sênior

1995 vice-campeão francês de downhill sênior

1998 vice-campeão francês de downhill sênior

1995 campeão da Copa da França de Downhill

1996 campeão da Copa da França de Downhill

1994 Campeão Cup Avalanche VTT

1995 Campeão Cup Avalanche VTT

1993 Campeão Europeu de Downhill cat junior

1994 Campeão Europeu de Downhill

1997 Campeão Europeu de Downhill

1998 Campeão Europeu de Downhill

1995 vice-campeão europeu de downhill 

2000 vice-campeão europeu de downhill

1992 Campeão Mundial de Downhill categoria júnior - Bromont, Canadá

1993 Campeão Mundial de Downhill categoria júnior - Métabief, França

1994 Campeão Mundial de Downhill categoria júnior -  Vail, Estados Unidos

1995 Campeão Mundial de Downhill categoria sênior - Kirchzarten, Alemanha

1996 Campeão Mundial de Downhill categoria sênior - Cairns, Austrália

1997 Campeão Mundial de Downhill categoria sênior - Château-d'Aix, Suíça

1998 Campeão Mundial de Downhill categoria sênior - Mont Sainte-Anne,Canadá

1999 Campeão Mundial de Downhill categoria sênior - Åre, Suécia

2001 Campeão Mundial de Downhill categoria sênior - Vail, Estados Unidos

2002 Campeão Mundial de Downhill categoria sênior - Kaprun, Austria

1995 Campeão da copa do mundo de Downhill

1996 Campeão da copa do mundo de Downhill

1998 Campeão da copa do mundo de Downhill

1999 Campeão da copa do mundo de Downhill

2000 Campeão da copa do mundo de Downhill

1. ↑  «Vouilloz claims title, Loix claims victory at Valais». Eurosport. Consultado em 8 de janeiro de 2009